# Calamane
Calamane ist eine französische Gemeinde mit 458 Einwohnern (Stand: 1. Januar 2022) im Département Lot in der Region Okzitanien. Sie gehört zum Kanton Causse et Bouriane und zum Arrondissement Cahors.
Nachbargemeinden sind Nuzéjouls im Nordwesten, Boissières im Norden, Maxou im Nordosten, Saint-Pierre-Lafeuille im Osten, Cahors im Süden, Mercuès im Südwesten und Espère im Westen.

## Bevölkerungsentwicklung
| Jahr      | 1962 | 1968 | 1975 | 1982 | 1990 | 1999 | 2008 | 2018 |
| --------- | ---- | ---- | ---- | ---- | ---- | ---- | ---- | ---- |
| Einwohner | 168  | 155  | 188  | 243  | 294  | 384  | 443  | 457  |

## Sehenswürdigkeiten

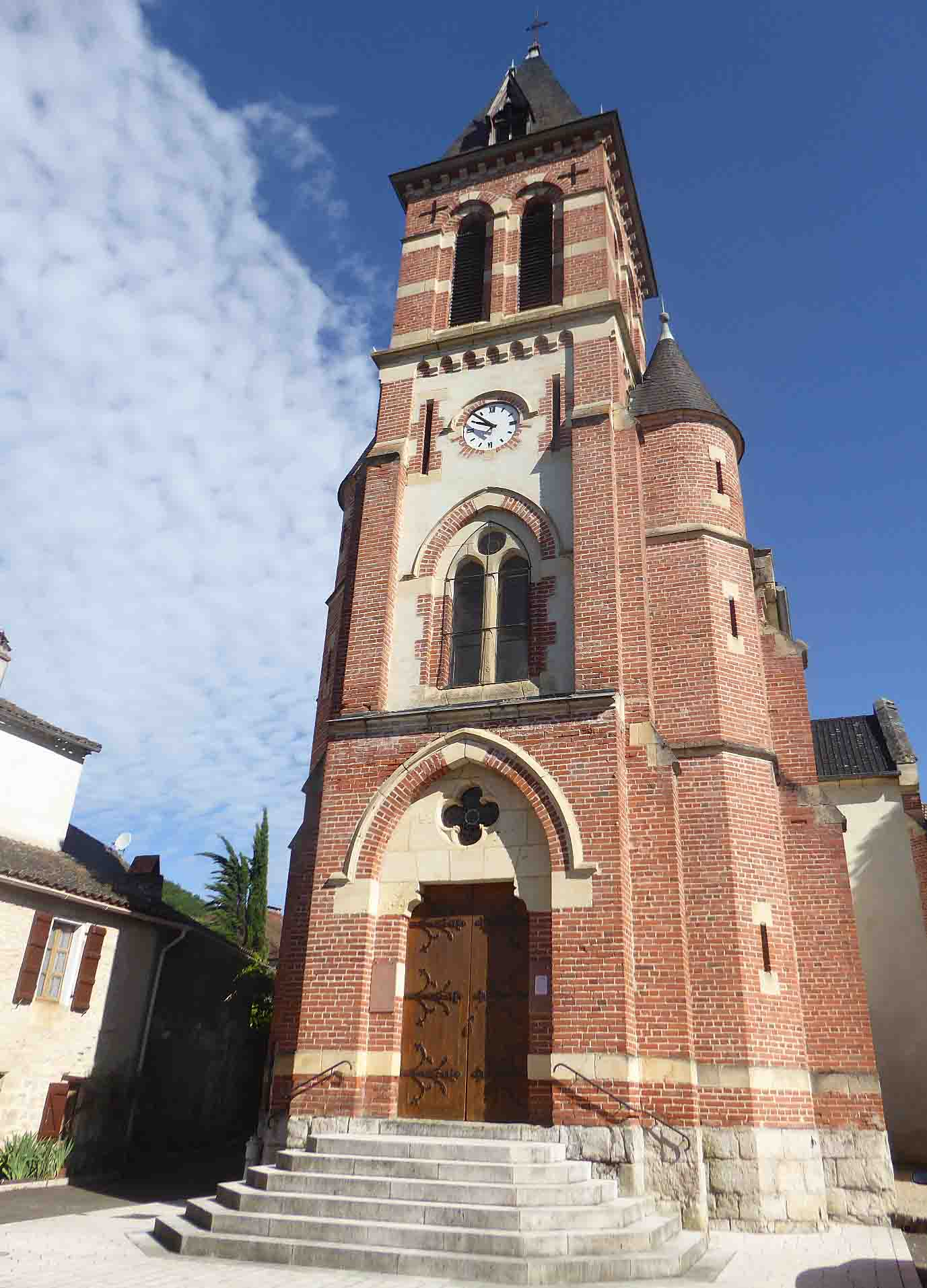
Kirche Saint-Pierre-ès-Liens

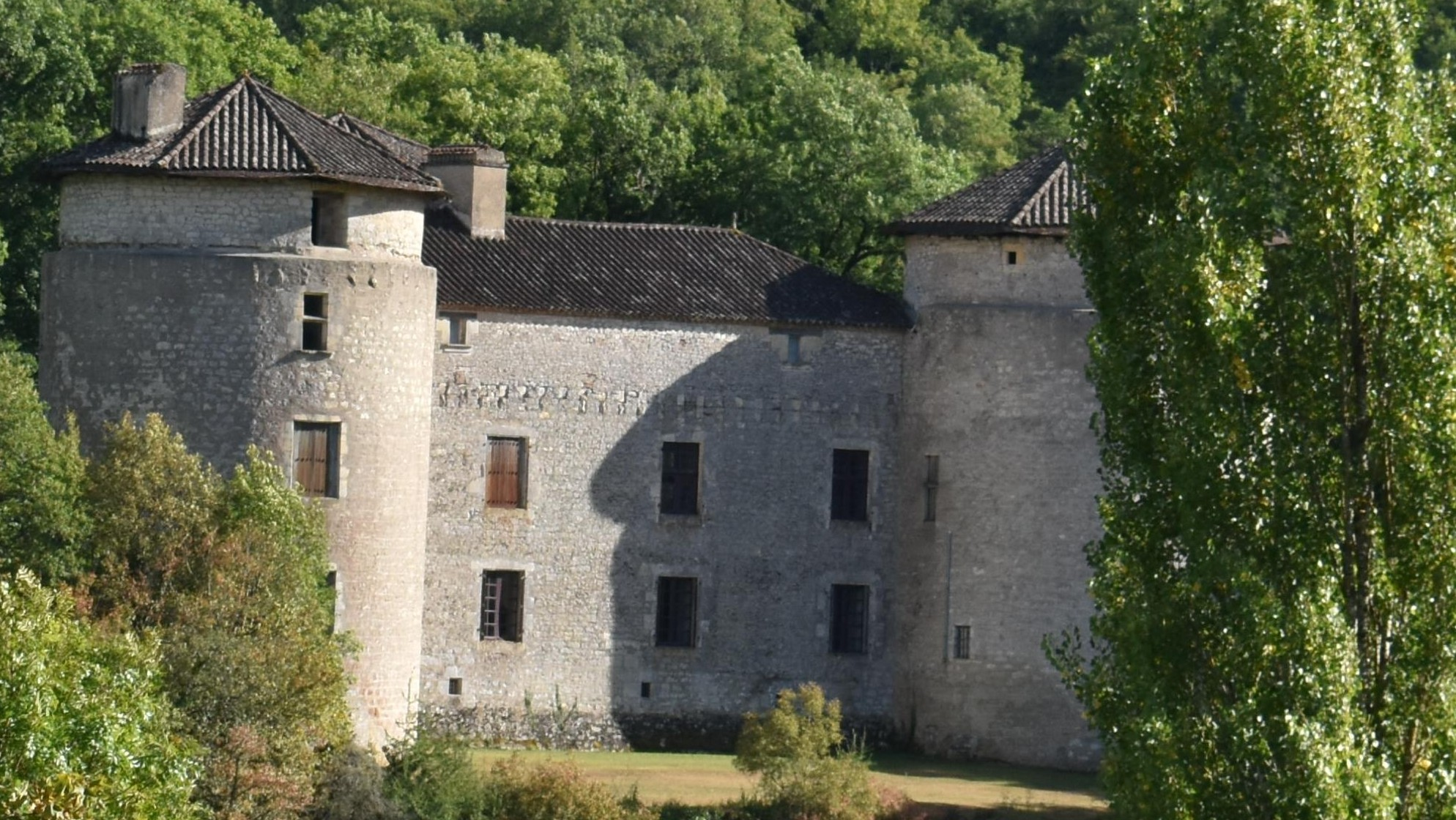
Château Calamane

- Kirche Saint-Pierre-ès-Liens
- Château Calamane